# Guanahatabey
Guanahatabey (pl. Guanahatabeyes; Guanajatabey), stari indijanski narod sa zapada Kube iz vremena prije dolaska Europljana. O njima nije mnogo poznato, a povjesničari vjeruju da su bili lovci i sakupljači. Opisuju ih kao paleolitski narod koji je upotrebljabvao za oruđe nepolirani kamen, drvo, morske školjke i riblju kost. Nema dokaza o postojanju organizirane religije, a svoje mrtve pokapali su u humcima (moundima). 
U vrijeme dolaska Europljana bili su u procresu asimilacije od Taína tako da im je kultura propala prije nego što se o njima nešto moglo naučiti. Prema arheološkim nalazima oni su po svoj prilici živjeli na otvorenom ili u pećinama, bavili se lovom, sakupljanjem školjaka i ribolovom. 
Arheološki dokazi upućuju na kulturne veze između Guanahatabeya i domorodačkih zajednica s Floride, i pretpostavlja se da su na Kubu dojedrili s Floride.
Kolumbo je u kontakt s njima došao uz pomoć Taino-vodića. S Tainima nisu bili jezično srodni.